# Georg-Ludwig von Breitenbuch

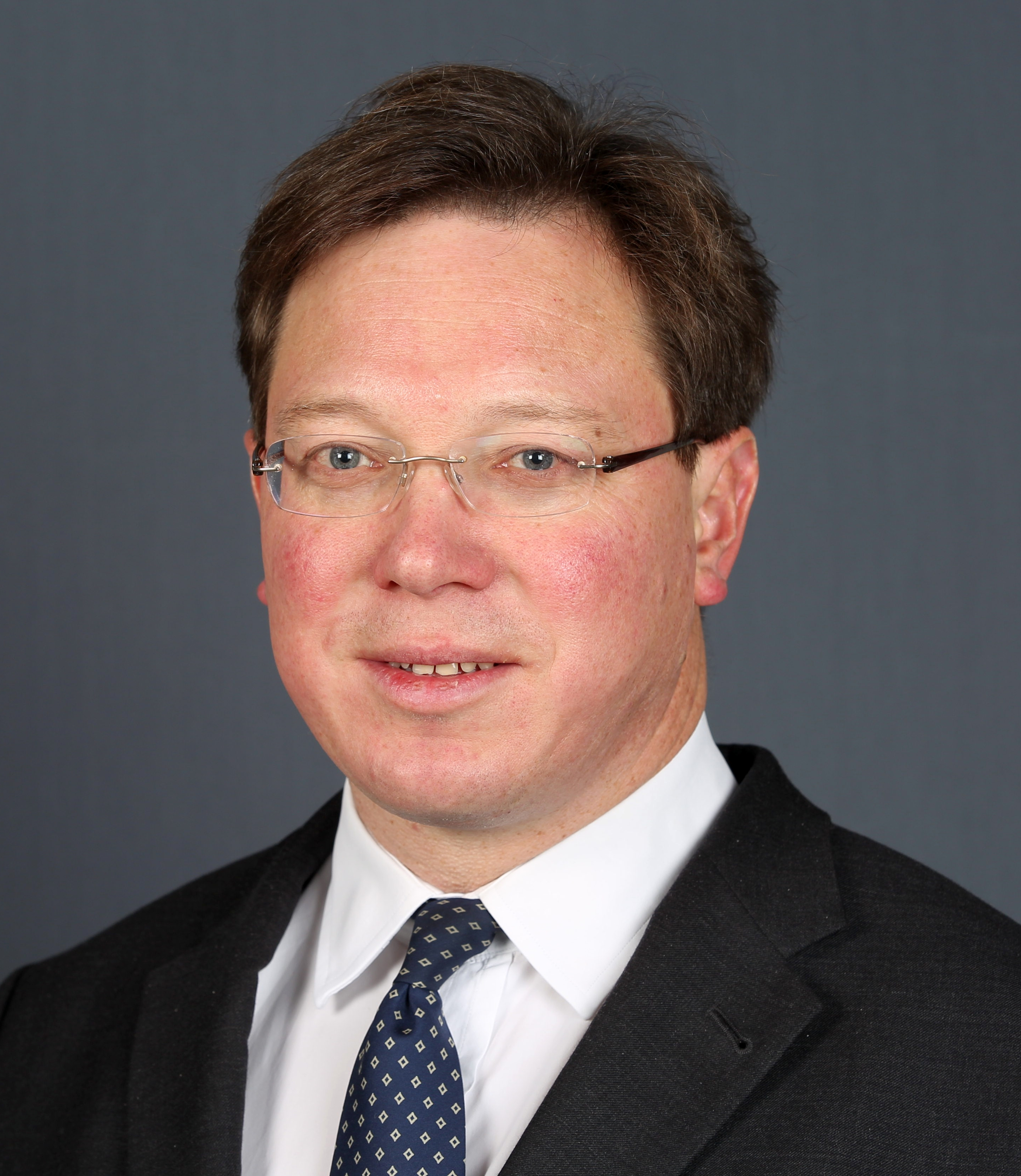
Georg-Ludwig von Breitenbuch (2016)

Georg-Ludwig Bernhard Alfred-Friedrich von Breitenbuch (* 19. Juni 1971 in Göttingen) ist ein deutscher Politiker (CDU) und seit 2009 Mitglied des Sächsischen Landtags. Seit 2024 ist er Sächsischer Staatsminister für Umwelt und Landwirtschaft.

## Leben
Georg-Ludwig von Breitenbuch stammt aus einem alten thüringischen Adelsgeschlecht und ist Sohn von Ludwig von Breitenbuch und Yvonne von Breitenbuch, geb. Gräfin zu Ortenburg. Nach Ablegen seines Abiturs 1990 absolvierte von Breitenbuch einen zweijährigen Wehrdienst als Reserveoffizieranwärter in einem Panzeraufklärungsbataillon. Sein letzter Dienstgrad war Leutnant der Reserve. Er schloss eine zweijährige landwirtschaftliche Lehrausbildung mit der Prüfung zum Landwirt an. An der Humboldt-Universität Berlin und an der Technischen Universität Dresden absolvierte er ein Studium der Volkswirtschaftslehre mit Abschluss als Diplom-Volkswirt. In Kohren-Sahlis führt er seit 1998 den land- und forstwirtschaftlichen Familienbetrieb. Zusätzlich ist er seit 2004 im Vorstand der Agrargenossenschaft Kohrener Land eG. Viele Jahre war er Mitglied im Aufsichtsrat der örtlichen Volksbank. Er ist Mitglied der Landessynode der Evangelisch-Lutherischen Landeskirche Sachsens.
Georg-Ludwig von Breitenbuch lebt mit seiner Frau, fünf Töchtern und einem Sohn in Kohren-Sahlis.

## Politik
Seit 1997 ist von Breitenbuch Mitglied der CDU und gehört seit 2001 dem Kreisvorstand der CDU im Landkreis Leipziger Land an. Seit 1999 ist er Mitglied des Stadtrates von Kohren-Sahlis. Seit 2005 ist er Kreisvorsitzender des CDU-Kreisverbandes Landkreis Leipzig, seit 2009 auch Mitglied des CDU-Landesvorstandes Sachsen. Er ist stellvertretender Landesvorsitzender der Land Union Sachsen und Mitglied im CDU Bundesfachausschuss Ernährung und Landwirtschaft. Bei der Landtagswahl 2009 wurde Breitenbuch erstmals als Direktkandidat im Wahlkreis Leipziger Land 1 in den Landtag gewählt und gewann den Wahlkreis auch bei allen folgenden Landtagswahlen. 2009 erreichte er 40,2 % der Stimmen. Im 5. Sächsischen Landtag (2009–2014) war er Mitglied im Ausschuss für Wirtschaft, Arbeit und Verkehr sowie im Ausschuss für Umwelt und Landwirtschaft. Er war energie- und forstpolitischer Sprecher seiner Fraktion. In der nächsten Legislaturperiode war er Stellvertretender Vorsitzender der CDU-Fraktion und Mitglied im Präsidium des Sächsischen Landtags. Er arbeitete als Mitglied im Ausschuss für Haushalt und Finanzen sowie im Ausschuss für Umwelt und Landwirtschaft.
Bei der Landtagswahl in Sachsen 2019 wurde er in seinem Wahlkreis mit 34,9 Prozent der Direktstimmen erneut direkt gewählt, wurde wieder Stellvertretender Vorsitzender der CDU-Fraktion und Mitglied im Präsidium des Sächsischen Landtags. Er wurde zudem Haushalts- und finanzpolitischer Sprecher der Fraktion, Mitglied im Haushalts- und Finanzausschuss sowie Mitglied im Ausschuss für Energie, Klima, Umwelt und Landwirtschaft.
Zur Bundestagswahl 2021 kandidierte von Breitenbuch im Bundestagswahlkreis Leipzig-Land. Bei der Wahl am 26. September 2021 konnte er sich in seinem Wahlkreis nicht durchsetzen – das Direktmandat ging mit einem Vorsprung von nur knapp 300 Stimmen an den AfD-Kandidaten Edgar Naujok, welcher 24,6 % der Erststimmen gegenüber 24,4 % der Erststimmen für von Breitenbuch erhielt. Auf der Landesliste der CDU Sachsen kandidierte er nicht.
Bei der Landtagswahl in Sachsen 2024 gewann er seinen Wahlkreis mit 38,4 Prozent der Direktstimmen, wurde wieder Stellvertretender Vorsitzender der CDU-Fraktion und Mitglied im Präsidium des Sächsischen Landtags.
Am 19. Dezember 2024 wurde von Breitenbuch zum Sächsischen Staatsminister für Umwelt und Landwirtschaft im Kabinett Kretschmer III ernannt.

## Belege
1. ↑  Clementine von Breitenbuch, Asta von Breitenbuch, Matthias Donath, Lars-Arne Dannenberg: Rote Sparren auf blauem Grund. Die Familie von Breitenbuch (Breitenbauch) in Sachsen und Thüringen (= Adel in Sachsen, Band 8), Redaktions- und Verlagsgesellschaft Elbland mbH, Meißen 2016. DNB
2. ↑  Mitglieder der Landessynode. Abgerufen am 31. Juli 2023.
3. ↑  Sachsen 2019 Ergebnisse Wahlkreis Leipzig Land 1 (Seite nicht mehr abrufbar, festgestellt im März 2025. Suche in Webarchiven)  Info: Der Link wurde automatisch als defekt markiert. Bitte prüfe den Link gemäß Anleitung und entferne dann diesen Hinweis., abgerufen am 3. September 2019.
4. ↑  Gunnar Saft, Thilo Alexe: So geht sächsisch im Bundestag bald nicht mehr. In: saechsische.de. Sächsische Zeitung, 14. September 2020, abgerufen am 22. April 2021 ((paywall)).
5. ↑  Sachsen 2019 Ergebnisse Wahlkreis Leipzig Land 1 (Seite nicht mehr abrufbar, festgestellt im März 2025. Suche in Webarchiven)  Info: Der Link wurde automatisch als defekt markiert. Bitte prüfe den Link gemäß Anleitung und entferne dann diesen Hinweis., abgerufen am 3. September 2019.
6. ↑  Ergebnis der Bundestagswahl 2021 im Bundestagswahlkreis 154 auf bundeswahlleiter.de, abgerufen am 8. November 2021.

| Personendaten    | Personendaten                                                                |
| ---------------- | ---------------------------------------------------------------------------- |
| NAME             | Breitenbuch, Georg-Ludwig von                                                |
| ALTERNATIVNAMEN  | Breitenbuch, Georg-Ludwig Bernhard Alfred-Friedrich von (vollständiger Name) |
| KURZBESCHREIBUNG | deutscher Politiker (CDU), MdL                                               |
| GEBURTSDATUM     | 19. Juni 1971                                                                |
| GEBURTSORT       | Göttingen                                                                    |